# Kabinet-Kakuei Tanaka I
Het kabinet–Kakuei Tanaka I (Japans: 第1次田中角栄内閣) was de regering van het Keizerrijk Japan van 7 juli 1972 tot 22 december 1972.

## Kabinet–Kakuei Tanaka I (1972)
| Ambtsbekleder                | Ambtsbekleder     | Ambtsbekleder                            | Functie                                    | Ambtstermijn     | Ambtstermijn     | Partij |
| ---------------------------- | ----------------- | ---------------------------------------- | ------------------------------------------ | ---------------- | ---------------- | ------ |
|                              | Eisaku Sato       | Kakuei Tanaka 田中角榮 (1918–1993)       | Premier                                    | 7 juli 1972      | 9 december 1974  | LDP    |
|                              | Takeo Miki        | Takeo Miki 三木武夫 (1907–1988)          | Vicepremier                                | 29 augustus 1972 | 9 december 1974  | LDP    |
| Minister zonder portefeuille | Takeo Miki        | Takeo Miki 三木武夫 (1907–1988)          | 7 juli 1972                                | 22 december 1972 |                  | LDP    |
|                              |                   | Susumu Nikaïdo 二階堂進 (1909–2000)      | Secretaris- generaal                       | 7 juli 1972      | 11 november 1974 | LDP    |
|                              | Masayoshi Ohira   | Masayoshi Ohira 大平正芳 (1910–1980)     | Minister van Buitenlandse Zaken            | 7 juli 1972      | 16 juli 1974     | LDP    |
|                              |                   | Koshiro Ueki 植木庚子郎 (1900–1980)      | Minister van Financiën                     | 7 juli 1972      | 22 december 1972 | LDP    |
|                              |                   | Yuuichi Kori 郡祐一 (1902–1983)          | Minister van Justitie                      | 7 juli 1972      | 22 december 1972 | LDP    |
|                              | Yasuhiro Nakasone | Yasuhiro Nakasone 中曾根康弘 (1918–2019) | Minister van Economische Zaken             | 7 juli 1972      | 9 december 1974  | LDP    |
|                              | Shunji Shiomi     | Shunji Shiomi 塩見俊二 (1907–1980)       | Minister van Volksgezondheid en Welzijn    | 7 juli 1972      | 22 december 1972 | LDP    |
|                              |                   | Hajime Tamura 田村元 (1924–2014)         | Minister van Arbeid                        | 7 juli 1972      | 22 december 1972 | LDP    |
|                              | Osamu Inaba       | Osamu Inaba 稲葉修 (1909–1992)           | Minister van Onderwijs                     | 7 juli 1972      | 22 december 1972 | LDP    |
|                              |                   | Hideyo Sasaki 佐々木秀世 (1909–1986)     | Minister van Transport en Infrastructuur   | 7 juli 1972      | 22 december 1972 | LDP    |
|                              | Takeo Kimura      | Takeo Kimura 木村武雄 (1902–1983)        | Minister van Bouw en Constructie           | 7 juli 1972      | 22 december 1972 | LDP    |
|                              | Tokuro Adachi     | Tokuro Adachi 足立篤郎 (1910–1988)       | Minister van Landbouw, Bosbouw en Visserij | 7 juli 1972      | 22 december 1972 | LDP    |
|                              | Eisaku Sato       | Kakuei Tanaka 田中角榮 (1918–1993)       | Minister van Communicatie en Post          | 7 juli 1972      | 12 juli 1972     | LDP    |
|                              |                   | Makoto Miike 三池信 (1901–1988)          | Minister van Communicatie en Post          | 12 juli 1972     | 22 december 1972 | LDP    |